# Racketlon

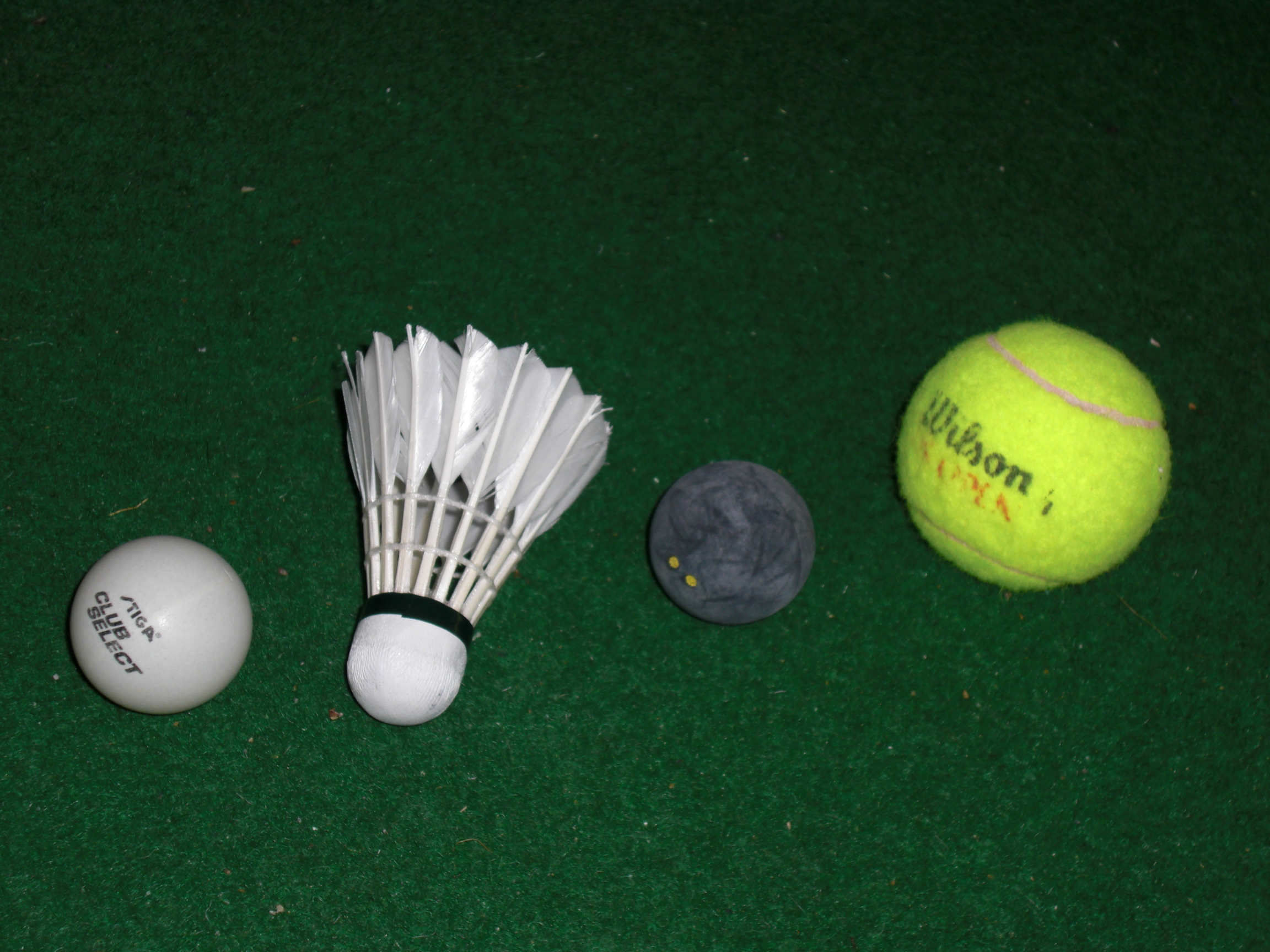
Bälle beim Racketlon

Racketlon (oft fälschlicherweise Rackethlon geschrieben) ist eine Turniersportart, die aus den vier Disziplinen Tischtennis, Badminton, Squash und Tennis besteht. Bei den meisten Turnieren gibt es, je nach Spiel- und Altersklasse, verschiedene Wettbewerbe: Men-Elite, Men-Amateur, Women-Elite, Women-Amateur, Veterans +45, Juniors U16 & Juniors U21. Diese Wettbewerbe gibt es auch bei der Racketlon-Weltmeisterschaft, welche 2024 und 2025 jeweils in Rotterdam stattfand.

## Regeln
Es treten jeweils dieselben Spieler (Einzel oder Doppel) in allen vier Disziplinen gegeneinander an. Für die Einzeldisziplinen Tischtennis, Badminton, Squash und Tennis gelten grundsätzlich die Regeln der jeweiligen Sportart. Es wird vom kleinsten zum größten Schläger (englisch racket) gespielt, es sei denn, die Infrastruktur der Sportanlage (unterschiedliche Anzahl an verfügbaren Plätzen für die verschiedenen Sportarten) lässt diese Reihenfolge nicht zu. Beim Racketlon gelten bei den Regeln im Vergleich zu den Einzelsportarten folgende Ausnahmen und Erweiterungen:

### Zählweise
- 4 Sätze bis 21 Punkte – Je ein Satz im Tischtennis, Badminton, Squash und Tennis. Bei 20:20 wird der Satz so lange verlängert, bis zwei Punkte Unterschied bestehen.
- Running Score – Jeder Punkt zählt, egal welcher Spieler aufschlägt.
- Der Aufschläger zählt – Der Spieler am Service ist verpflichtet, vor seinem Aufschlag den aktuellen Punktestand auszusprechen (in einer Lautstärke, die der Gegner verstehen kann).
- Gesamtpunkte zählen – Sieger ist der Spieler, der nach den vier gespielten Sätzen insgesamt am meisten Punkte gesammelt hat. D.h. es kann auch ein Spieler als Sieger vom Platz gehen, wenn er drei Sätze verloren hat. Das Match wird abgebrochen, sobald der Sieger uneinholbar in Führung liegt und die restlichen Punkte keine Bedeutung mehr haben (Ausnahme Gruppenspiele).
- Gummiarm Entscheidungspunkt – Wenn die Gesamtpunkteanzahl der Spieler nach den vier Sätzen unentschieden ist, wird ein einziger Entscheidungspunkt im Tennis (bzw. der letzten Sportart, falls die Reihenfolge geändert wurde) gespielt. Das Los entscheidet über den Service, im Tennis gibt es keinen zweiten Aufschlag.

### Service und Seitenwechsel
- Einmal vor dem gesamten Match wird gelost. Der Sieger entscheidet, ob er im Tischtennis und Squash oder im Badminton und Tennis servieren möchte
- Seitenwechsel bei 11 – Wenn der erste Spieler elf Punkte erreicht hat, werden die Seiten gewechselt (Ausnahme Squash) und eine Pause von 30 Sekunden gemacht. Die Ausnahme ist Squash – ein Spieler darf, wenn der erste Spieler elf Punkte hat, eine Pause verlangen.
- Zwei Aufschläge – Der Servierer hat immer zwei Aufschläge in Folge. Er beginnt immer von rechts nach links und serviert in der Folge von links nach rechts (Ausnahme Tischtennis). Die Aufschlagregel ist gleich zu der jeweiligen Sportart.
- Bei 20:20 je ein Aufschlag – Ab 20:20 wechselt der Aufschlag nach jedem Punkt, wobei der Spieler A normal von rechts nach links beginnt, dann der Spieler B von rechts nach links serviert und in der Folge der Spieler A diesmal von links nach rechts serviert usw.

## Geschichte

### Idee
In Anlehnung an Biathlon, Triathlon und Zehnkampf geht es um die interdisziplinäre Verknüpfung der in Europa am meisten verbreiteten Rückschlagsportarten. Potentielle Spieler kommen somit aus allen vier Sportarten. Die Idee des Marathons, dass Spitzensportler neben Hobbysportlern an einem Turnier gemeinsam teilnehmen, wird verfolgt. In Österreich früher bekannt unter Schlägervierkampf, wird Racketlon seit 2003 in Turnierform ausgetragen. Die Bezeichnung leitet sich aus der Wortkombination englisch racket, Schläger, und griechisch ἆθλος athlos, „Wettkampf“ ab. Den ersten Schritt unternahm – unwissentlich – Fred Perry, der bei der WM 1929 in Budapest Weltmeister im Tischtennis wurde und die  Wimbledon Championships im Tennis von 1934 bis 1936 dreimal hintereinander gewann.

### Beginn
Der Ursprung des Racketlon liegt in Skandinavien. Anfang der 1990er Jahre wurde in Finnland und Schweden parallel begonnen, Racketlon-Wettkämpfe auszutragen.
Die heute übliche Reihenfolge Tischtennis, Badminton, Squash und Tennis wurde gewählt, weil es mit dem kleinsten Schläger beginnt und dem größten aufhört.
Auch bei der Zählweise gab es unterschiedliche Ansätze, das jetzt übliche System bis 21 Punkte in jeder Sportart und „jeder Punkt zählt“ hat sich letztendlich durchgesetzt.

## International
Auf internationaler Ebene ist Racketlon durch die Fédération Internationale de Racketlon (FIR) vertreten. FIR-Präsident ist seit 2019 Duncan Stahl.

## World Tour

### World Tour 2013
| Nr. | Art | Titel                                 | Wo                  | Wann              |
| --- | --- | ------------------------------------- | ------------------- | ----------------- |
| 1.  | IWT | Vienna Classics                       | Wien                | 01.–03.02.2013    |
| 2.  | IWT | Swedish Open                          | Göteborg            | 22.–24.02.2013    |
| 3.  | SWT | Canadian Open                         | Toronto             | 08.–10.03.2013    |
| 4.  | IWT | Czech Open                            | Prag                | 12.–14.04.2013    |
| 5.  | IWT | Hungarian Open                        | Budapest            | 04.–05.05.2013    |
| 6.  | CH  | Israel Open                           | Ramat Gan           | 18.–19.05.2013    |
| 7.  | CH  | Konex Open                            | Ljubljana           | 25.05.2013        |
| 8.  | SWT | King of Rackets                       | Oudenaarde          | 31.05.–02.06.2013 |
| 9.  | SWT | Bulgarian International Championships | Sofia               | 28.–30.06.2013    |
| 10. | CH  | World Sports Festival                 | Wien                | 06.07.2013        |
| 11. | WC  | World Championships Doubles/Teams     | Alphen aan den Rijn | 11.–14.07.2013    |
| 12. | IWT | German Open                           | Nussloch            | 26.–28.07.2013    |
| 13. | CH  | British Open                          | Manchester          | 24.–25.08.2013    |
| 14. | CH  | South African Racketlon Championship  | Kapstadt            | 25.08.2013        |
| 15. | SWT | Novomatic Austrian Open               | Wiener Neudorf      | 06.–08.09.2013    |
| 16. | IWT | Alternate Open & Champions League     | Linden              | 20.–22.09.2013    |
| 17. | IWT | Finnish Open                          | Kauniainen          | 04.–06.10.2013    |
| 18. | IWT | English Open                          | London              | 25.–27.10.2013    |
| 19. | WC  | 13th FIR Singles World Championships  | Zürich              | 22.–24.11.2013    |

### World Tour 2012
| Nr. | Art | Titel                      | Wo             | Wann              |
| --- | --- | -------------------------- | -------------- | ----------------- |
| 1.  | IWT | Vienna Classics            | Wien           | 10.–12.02.2012    |
| 2.  | IWT | Czech Open                 | Prag           | 13.–15.04.2012    |
| 3.  | IWT | Hungarian Open             | Pécs           | 04.–06.05.2012    |
| 4.  | IWT | Italian Open               | Mailand        | 18.–20.05.2012    |
| 5.  | SWT | King of Rackets            | Oudenaarde     | 01.–03.06.2012    |
| 6.  | IWT | Racketlon Allergan         | Granby         | 15.–17.06.2012    |
| 7.  | SWT | Swiss Open                 | Zürich         | 22.–24.06.2012    |
| 8.  | WC  | Doubles/Teams World Champs | Sofia          | 12.–15.07.2012    |
| 9.  | IWT | German Open                | Heidelberg     | 27.–29.07.2012    |
| 10. | IWT | Dutch Open                 | Rotterdam      | 17.–19.08.2012    |
| 11. | SWT | NOVOMATIC Austrian Open    | Wiener Neudorf | 07.–09.09.2012    |
| 12. | IWT | ALTERNATE Open             | Linden         | 21.–23.09.2012    |
| 13. | IWT | Finnish Open               | Kauniainen     | 05.–07.10.2012    |
| 14. | IWT | English Open/CL            | London         | 26.–28.10.2012    |
| 15. | WC  | Singles World Champs       | Stockholm      | 29.11.–02.12.2012 |

### World Tour 2011
| Nr. | Art | Titel                                 | Wo                  | Wann              |
| --- | --- | ------------------------------------- | ------------------- | ----------------- |
| 1.  | SWT | Swedish Open                          | Malmö               | 24.–26.02.2011    |
| 2.  | IWT | Czech Open                            | Prag                | 14.–16.04.2011    |
| 3.  | WC  | World Championships Doubles/Teams     | Mailand             | 28.–30.04.2011    |
| 4.  | SWT | King of Rackets                       | Oudenaarde          | 02.–04.06.2011    |
| 5.  | IWT | Canada Allergan Open                  | Granby              | 16.–18.06.2011    |
| 6.  | CH  | World Sports Festival                 | Wien                | 23.–24.06.2011    |
| 7.  | SWT | Swiss Open                            | Zürich              | 23.–25.06.2011    |
| 8.  | IWT | Dunlop Dutch Open                     | Rotterdam           | 15.–16.07.2011    |
| 9.  | IWT | Bulgarian International Championships | Sofia               | 21.–23.07.2011    |
| 10. | IWT | German Open                           | Nussloch            | 28.–30.07.2011    |
| 11. | IWT | Planancy English Open                 | London              | 18.–20.08.2011    |
| 12. | CH  | Nieuwe Sloot Challenger               | Alphen aan den Rijn | 02.–04.09.2011    |
| 13. | IWT | Alternate Open                        | Linden              | 29.09.–01.10.2011 |
| 14. | IWT | Hungarian Open & Champions League     | Győr                | 20.–22.10.2011    |
| 15. | CH  | Gothenburg 10 Year Celebrations       | Göteborg            | 03.–05.11.2011    |
| 16. | CH  | British Open                          | Croydon             | 05.11.2011        |
| 17. | WC  | Novomatic Singles World Championships | Wiener Neudorf      | 23.–26.11.2011    |

### World Tour 2010
| Nr. | Art | Titel                                           | Wo             | Wann           |
| --- | --- | ----------------------------------------------- | -------------- | -------------- |
| 1.  | SWT | Swedish Open                                    | Malmö          | 25.–27.02.2010 |
| 2.  | IWT | Czech Open                                      | Prag           | 25.–27.03.2010 |
| 3.  | IWT | Italian Open                                    | Basiglio       | 22.–24.04.2010 |
| 4.  | IWT | Vienna Classics & 24 Autohöfe Champions League  | Wien           | 20.–22.05.2010 |
| 5.  | SWT | Win for Life King of Rackets                    | Oudenaarde     | 03.–05.06.2010 |
| 06. | IWT | Championnat International de Racketlon Allergan | Granby         | 17.–19.06.2010 |
| 7.  | WC  | Swiss Open & World Championships Doubles        | Zürich         | 24.–26.06.2010 |
| 8.  | SWT | Dutch Open                                      | Rotterdam      | 09.–10.07.2010 |
| 9.  | IWT | Welsh Open                                      | Cardiff        | 23.07.2010     |
| 10. | IWT | German Open                                     | Nussloch       | 29.–31.07.2010 |
| 11. | IWT | Palanancy English Open                          | London         | 19.–21.08.2010 |
| 12. | WC  | Austrian Open & World Championships Teams       | Wiener Neudorf | 02.–04.09.2010 |
| 13. | IWT | Scottish Open                                   | Edinburgh      | 23.–25.09.2010 |
| 14. | IWT | Finnish Open                                    | Kauniainen     | 07.–09.10.2010 |
| 15. | CH  | International Raiffeisen Challenger             | Wilfersdorf    | 15.–16.10.2010 |
| 16. | IWT | International Bavarian Racketlon Open           | Fürth          | 12.–13.11.2010 |
| 17. | WC  | Dunlop Singles World Championships              | Zoetermeer     | 24.–26.11.2010 |

### World Tour 2009
1. Swedish Open, Malmö 16.–18. Januar 2009
2. Hungarian Open, Pécs 20.–22. Februar 2009
3. Canadian Open, Toronto 13.–15. März 2009
4. Czech Open, Prag, 2.–5. April 2009 (Doppel-WM)
5. Belgian Open, Oudenaarde, 5.–7. Juni 2009
6. Swiss Open, Zürich, 27.–29. Juni 2009
7. Dutch Open, Eindhoven, 24.–26. Juli 2009
8. English Open, London, 21.–23. August 2009
9. Austrian Open, Wien, 4.–6. September 2009
10. Scottish Open, Edinburgh, 25.–27. September 2009
11. Finnish Open, Kauniainen, 9.–11. Oktober 2009
12. Weltmeisterschaften, Löhne, 19.–22. November 2009

### World Tour 2008
2008 gab es zwölf offizielle „World Tour Events“ in zwölf Ländern. Im Vergleich zum Vorjahr kam die Swiss Open hinzu.
1. Hungarian Open (Budapest)
2. Canadian Open (Toronto)
3. Czech Open (Prag)
4. King of Rackets (Oudenaarde)
5. Finnish Open (Espoo)
6. Dutch Open (Rotterdam)
7. English Open + Doubles WC (London)
8. Austrian Open(Wien)
9. Swiss Open (Zürich)
10. Scottish Open (Edinburgh)
11. Gothenburg Open (Schweden)
12. World Champs (Fürth)

### World Tour 2007
2007 gab es elf offizielle „World Tour Events“ in elf Ländern, von denen vier als „Super World Tour“ Events und sieben als „World Tour“ Events ausgetragen wurden. Zusätzlich gab es erstmals sieben „Challenger Events“. Der Höhepunkt fand kurz nach Weihnachten in Rotterdam statt, wo die Weltmeisterschaft ausgetragen wurde.
Super World Tour Events
- Swedish Open, Stockholm
- Canadian Open, Toronto
- King of Rackets, Oudenaarde
- World Championships, Rotterdam

World Tour Events
- Hungarian Open, Budapest
- Czech Open, Prag
- Finnish Open, Espoo
- German Open, Rüsselsheim
- English Open, London
- Scottish Open, Edinburgh
- Austrian Open, Wien

Challenger Events
- Easter Nationalteam Challenger, Salzburg
- Multisport Open Racketlon Championships, Montreal
- VITIS Swiss Open, Zürich
- Portugal Open, Tomar
- The Pacific Rim Open, Victoria, Kanada
- Gothenburg Open, Göteborg
- Wilson Bavarian Open, Fürth

## National

### Schweiz
Der Schweizer Racketlon Verband (Swiss Racketlon Federation) wurde im Oktober 2007 in Zug gegründet. Das Jahr 2008 war somit das Premierenjahr für die neue Federation. Die SRF (Swiss Racketlon Federation) hat im 2008 insgesamt 6 „Wilson Racketlon Night Tour“ Turniere organisiert. Im September 2008 wurde das internationale „Swiss Open“ in Schlieren mit Spieler aus aller Welt durchgeführt. Im Jahr 2009 fand eine Turnierserie von über 10 Turnieren statt. 2010 wurde die Wilson Racketlon Night Tour auf 12 Turniere ausgeweitet und zudem das erste Mal eine Nationalliga eingeführt. Zurzeit zählt die Swiss Racketlon Federation über 600 Mitglieder. Im Vorstand des SRF sind Karim Hanna (Präsident), Amir Hanna (Finanzen + Spielleiter), Marc Duckeck (Marketing), Nicole Eisler (Webmaster), Nico Hobi (Swiss Open) und Bernie Schöller (Swiss Open) tätig.

### Österreich
Der Österreichische Verband nennt sich RFA (Racketlon Federation Austria). In Österreich gibt es derzeit 30 Vereine aus allen 9 Bundesländern (7 in Niederösterreich, 5 in Wien, 5 in Oberösterreich, 4 in der Steiermark, 3 in Tirol, 2 im Burgenland sowie jeweils einen in Salzburg, Vorarlberg und Kärnten). Auch der überhaupt erste Racketlonverein der ganzen Welt kommt aus Österreich. Es ist die Union Racketlon Klosterneuburg.
Jedes Jahr wird auch eine Bundesliga ausgetragen, in der der derzeit beste österreichische Verein ermittelt wird. Neben Christoph Krenn war auch Lukas Windischberger lange Zeit an der Spitze der Herreneinzelweltrangliste. Christine Seehofer ist dies bis dato (05/2020) immer noch.
Einer der Protagonisten des Racketlon-Sportes in Österreich ist Marcel Weigl, der den Sport 2003 nach einem Auslandssemester in Stockholm nach Österreich brachte. Mittlerweile ist der Klosterneuburger nicht nur Präsident der Racketlon Federation Austria (RFA), sondern auch Präsident der European Racketlon Union(ERU).

### Deutschland
Der Deutsche Racketlon Verband e. V. (DRaV) wurde am 24. Januar 2008 beim Amtsgericht Fürth im Vereinsregister Nr. VR 200234 eingetragen und gegründet, nachdem etwa 150 deutsche Spieler auf der internationalen Racketlon-Tour spielten. Damit bekam der Racketlon-Sport in Deutschland ein organisatorisches Fundament für das weitere Wachstum.
Der Deutsche Racketlon Verband e. V. hat die Ziele:
1. Förderung des Racketlon-Sports in Deutschland
2. Vertretung Deutschlands im Internationalen Verband
3. Strukturierte Organisation der deutschen Spieler in einem professionellen Verband
4. Aufbau von Landesverbänden
5. Unterstützung bei der Gründung von Vereinen
6. Turniere in Deutschland durch- und ausführen
7. Nachwuchsförderung in Deutschland
8. Planung, Organisation und Durchführung der WM 2008 in Deutschland

Im Vorstand des DRaV sind (Stand Juni 2016): Thorsten Deck (1. Vorsitzender), Michael Eubel (Finanzen und Repräsentant bei der FIR), Alexander Köpf (Sportwart).
Die Wettkämpfe der Deutschen Racketlon Liga werden seit 2009 jährlich jeweils an 2 Spielwochenenden pro Jahr ausgetragen. 2015 waren daran 36 Teams in 4 Liga-Klassen (1. bis 4. Bundesliga) beteiligt. Für die Saison 2024 haben sich in der Bundesliga 23 Teams aus 11 Vereinen angemeldet. Jedes Team besteht aus 3 Herren sowie einer Dame.
Des Weiteren gibt es jährliche Racketlon-Meisterschaften im Einzel und im Doppel.

#### Liste der deutschen Meister
- 2009: Alex Köpf, Silke Altmann
- 2010: Alex Czerny, Jutta Schaub
- 2011: Thorsten Deck, Nathalie Zeoli
- 2012: Markus Zeoli, Nathalie Zeoli
- 2013: –
- 2014: Thosten Deck, Silke Altmann
- 2015: Benjamin Rösner, Amke Fischer
- 2016: Elmar Schaub, Nathalie Vogel (ehem. Zeoli)[2]
- 2017: Elmar Schaub, Amke Fischer (kampflos)[3]
- 2018: Elmar Schaub, Heike Voigt[4]
- 2019: Elmar Schaub, –[5]
- 2023: Simon Vaclahovsky, –[6]

## Turnierserien in Österreich

### Babolat Austrian Tour
Die Babolat Austrian Tour ist eine Turnierserie in Österreich, die aus neun Turnieren besteht. Dabei findet in jedem der neun Bundesländern genau ein Turnier statt. Bei jedem Turnier werden verschiedene Bewerbe (Herren-Elite, Herren-Amateure, Herren-Beginner, Damen, Jugend U13 m/w, Jugend U16 m/w, Jugend U21 m/w) ausgetragen.

### Wilson Winter Tour
Die Wilson Winter Tour ist eine Turnierserie in Wien und Niederösterreich die in mehreren Events mit einer Punktewertung ausgetragen wird. Anschließend spielen die Punktebesten im Masters um ein Wilson-Schlägerset.

### Head Series
Head Series ist eine von Head gesponserte Turnierserie, die sich auf Wien und Umgebung ausbreitet.

### Landesmeisterschaften
Die Landesmeisterschaften werden einmal pro Jahr in jedem der 9 Bundesländer Österreichs ausgetragen. Dabei wird in verschiedenen Bewerben der jeweilige Landesmeister ermittelt.

### Staatsmeisterschaften
Die Staatsmeisterschaften finden jährlich statt. Jedoch werden die österreichischen Jugend- und Seniorenmeisterschaften (Senioren +35, Senioren +45, Senioren +50, Senioren +55, Seniorinnen +35 sowie weibliche und männliche Jugend U13, U16 und U21) getrennt von den Staatsmeisterschaften der allgemeinen Klasse (Damen und Herren) ausgetragen.

### Babolat Wintercup
Der Babolat Wintercup ist 2011/12 erstmals über die Bühne gegangen und ist ein Sonntags-Bewerb für Mannschaften mit 4 Spielern (Herren und Damen gemischt). Dabei werden 4 Einzel und 2 Doppel bis jeweils 21 Punkte an einem Spieltag gegen einen Gegner gespielt. Am Ende werden alle Punkte zusammengezählt und so der Sieger ermittelt. Jede Person ist für eine Teilnahme beim Babolat-Racketlon Wintercup spielberechtigt. Ein Turnier wird in Wimpassing bei Ternitz (NÖ), das andere in Linz (OÖ) gespielt, wobei sich die beiden Sieger im Frühjahr 2012 im großen Finale den Österreich-Titel ausspielen.